# Виллард (тауншип, Миннесота)
Виллард (англ. Villard) — тауншип в округе Тодд, Миннесота, США. На 2000 год его население составило 592 человекf.

## География
По данным Бюро переписи населения США площадь тауншипа составляет 82,1 км², из которых 78,0 км² занимает суша, а 4,1 км² — вода (4,99 %).

## Демография
По данным переписи населения 2000 года здесь находились 592 человекf, 210 домохозяйств и 161 семья.  Плотность населения —  7,6 чел./км².  На территории тауншипа расположено 243 постройки со средней плотностью 3,1 построек на один квадратный километр. Расовый состав населения: 97,97 % белых, 0,17 % афроамериканцев, 0,17 % коренных американцев, 0,68 % азиатов и 1,01 % приходится на две или более других рас. Испанцы или латиноамериканцы любой расы составляли 0,17 % от популяции тауншипа.
Из 210 домохозяйств в 36,2 % воспитывались дети до 18 лет, в 68,6 % проживали супружеские пары, в 5,2 % проживали незамужние женщины и в 23,3 % домохозяйств проживали несемейные люди. 18,1 % домохозяйств состояли из одного человека, при том 7,1 % из — одиноких пожилых людей старше 65 лет. Средний размер домохозяйства — 2,80, а семьи — 3,23 человека.
28,9 % населения — младше 18 лет, 7,4 % — в возрасте от 18 до 24 лет, 23,5 % — от 25 до 44, 30,7 % — от 45 до 64, и 9,5 % — старше 65 лет. Средний возраст — 38 лет. На каждые 100 женщин приходилось 103,4 мужчин.  На каждые 100 женщин старше 18 приходилось 104,4 мужчин.
Средний годовой доход домохозяйства составлял 40 556 долларов, а средний годовой доход семьи —  47 500 долларов. Средний доход мужчин —  28 523  доллара, в то время как у женщин — 22 031. Доход на душу населения составил 16 025 долларов. За чертой бедности находились 4,5 % семей и 7,9 % всего населения тауншипа, из которых 3,1 % младше 18 и 11,9 % старше 65 лет.